# تأمین مالی محیط زیست
تأمین مالی محیط زیست
(به انگلیسی: Environmental finance) استفاده از ابزار مالی مختلف برای حافظت از محیط زیست است که در کنار اصل حفاظت از محیط زیست برای سرمایه‌گذاران نیز سودی به همراه داشته باشد، عموماً جنبش‌های زیست‌محیطی توسط افراد ضدسرمایه‌داری رهبری می‌شوند و عموماً با شعارهای ضدسرمایه‌داری، هدف حفظ محیط زیست را دنبال می‌کنند، ولی در این رویکرد واقع‌گرایانه حفظ محیط زیست بدون کسب درآمد را هدفی نشدنی می‌انگارد و از ابزارهای مالی در راستای تامین مالی پروژه‌های با بازده در راستای توسعه محیط زیست را به جای شعار آرمان گرایانه پیشنهاد می‌کند.
رشته مالی محیط زیست برای اولین بار توسط ریچارد ال ساندور، اقتصاددان و کارآفرین آمریکایی تعریف شد، که او اولین دوره مالی امور زیست محیطی را در دانشگاه کلمبیا در پاییز ۱۹۹۲ تدریس کرد.
دکتر گرچن دیلی، از دانشگاه استنفورد کتابی به نام "اقتصاد جدید طبیعت" نوشت که به موضوع تأمین بودجه خدمات مرتبط با اکوسیستم پرداخته‌ است.
دکتر جورگ پی. بلوم (Dr. Jürg P. Blum)، اصطلاح امور مالی محیط زیست (پایان‌نامه: مسئولیت محیط زیست شرکت‌ها و عملکرد اقتصادی شرکت‌ها … ۱۹۹۴ میلای در دانشگاه بین‌المللی الاینت) را به عنوان یک زمینه نسبتاً جدید معرفی کرد، "که عمدتاً مربوط به امور مالی و سرمایه گذاری در رابطه با حفظ محیط زیست است. امور مالی محیط زیست، گرچه اغلب در بخشهایی مانند مدیریت استراتژیک مورد استفاده قرار می‌گیرد (Ansoff، ۱۹۶۸)، در کل با واژه - محیط زیست‌شناسی شناخته می‌شود. "

## نمونه‌های عملیاتی
در سال‌های اخیر و توسعه رمز ارز‌ها و توانایی تأمین مالی با این نوع از ابزارهای نوین چندین پروژه توسعه نیروگاه‌های سبز و خورشیدی و بادی در کشورها به مرحله اجرا رسیده‌است و همچنین توسعه و کاشت درخت‌ها برای برداشت چوب انجام شده‌ است این نوع پروژه‌ها با هدف درآمد‌زایی و حفظ و توسعه محیط زیست به مرحله بهره‌برداری رسیده‌اند.

## حمایت‌های دولتی
عموماً در اقتصاد ترجیح افراد در مشارکت‌های سرمایه‌گذاری و تامیین مالی کسب بازدهی بیشتر است که در دولت‌ها و کشورهای توسعه یافته با مدیریت منابع مالیاتی و اخذ مالیات بیشتر از ابزارهای ضد محیط زیستی و کاهش مالیات شرکت‌های محیط زیستی توانایی کسب درآمد در این زمینه‌ها را توسعه می‌دهند.

## مطالب بیشتر
- اعتبار کربن
- تأمین مالی کربن
- پروژه کربن
- معاملات انتشار
- حسابداری زیست محیطی
- اقتصاد محیطی
- شرکت محیط زیست
- سنجش میزان تأثیرات زیستمحیطی
- اصلاح قیمت گذاری در محیط زیست
- زیست محیطی مالی
- پروتکل کیوتو